# 拡散電流
拡散電流（かくさんでんりゅう、英: diffusion current）とは、半導体中の電荷キャリア（ホールや電子）の拡散による電流のこと。拡散電流は、半導体中の荷電粒子の濃度の不均一性のために起こる電荷の移動による電流である。それとは対照的に、ドリフト電流は、電場によって電荷キャリアに働いた力による電荷キャリアの動きによるものである。拡散電流はドリフト電流の方向と同じまたは逆になりうる。拡散電流とドリフト電流はドリフト-拡散方程式によって記述される。
多くの半導体デバイスを記述するときに拡散電流の一部を考慮する必要がある。例えばp-n接合の空乏層近くの電流は拡散電流が主である。空乏層の内部では、拡散電流とドリフト電流の両方が存在する。p-n接合の平衡状態では、空乏層のある方向の電流はその逆向きの電流と釣り合っており、電流は実質0となる。
ドーピングした物質の拡散係数はハインズ-ショックレー実験で決定される。その他にもキャリア移動度が分かっている場合は、拡散係数はアインシュタインの関係式から決定される。

## 概要

### 拡散電流とドリフト電流
2種類の電流の比較を以下の表に示す。
| 拡散電流                                                                                | ドリフト電流                                        |
| --------------------------------------------------------------------------------------- | --------------------------------------------------- |
| 拡散電流は、キャリア濃度の変化によって引き起こされる。                                  | ドリフト電流は、電場によって引き起こされる。        |
| 拡散電流の方向は、キャリア濃度の勾配に依存する。                                        | ドリフト電流の方向は、常に電場の方向である。        |
| フィックの法則 {\displaystyle J=-qD{\frac {\mathrm {d} \rho }{\mathrm {d} x}}} に従う。 | オームの法則 {\displaystyle J=q\rho \mu E} に従う。 |

### キャリアの動き
拡散電流には半導体中への外部電場は必要としない。なぜなら拡散は荷電粒子の濃度そのものではなく、濃度の変化によって起こるためである。半導体中の荷電粒子（ホールと電子）は高濃度の場所から低濃度の場所へ移動する。この電流を、拡散電流と呼ぶ。電気伝導体の全電流は、ドリフト電流と拡散電流から成る。キャリア粒子の濃度変化は勾配ができる。この勾配により、半導体中に電場が生じる。